# Курташин, Владимир Егорович
Владимир Егорович Курташин (1932—2008) — советский инженер, кандидат технических наук (1980). Генеральный директор Научно-производственного объединения «Криогенмаш». Народный депутат СССР (1989—1991). Лауреат Государственной премии СССР (1990). Заслуженный машиностроитель РСФСР (1987). Герой Социалистического Труда (1991).

## Биография
Родился 2 сентября 1932 года в селе Кремлево Горловского района Московской области в рабочей семье.
С 1950 по 1955 год проходил обучение в Тульском механическом институте. С 1955 года начал работать в должности мастера, с 1957 года — механика и с 1958 года — помощником начальника механического цеха Челябинского машиностроительного завода имени Серго Орджоникидзе. С 1959 по 1963 год работал в должностях — заместителя начальника механосборочного цеха и начальником инструментального отдела Узловского завода горного машиностроения Тульской области.
С 1963 по 1965 год — начальник участка, с 1965 по 1966 год — заместитель начальника цеха механической обработки, с 1966 по 1970 год работал в должностях — начальника цеха механической обработки и заместителя главного инженера по эксплуатации и строительству. С 1970 по 1972 год — секретарь парткома. С 1972 по 1973 год — заместитель главного инженера и с 1973 по 1977 год — заместитель директора по производству Балашихинского машиностроительного  завода. С 1977 по 1980 год работал в должности директора Балашихинского машиностроительного завода и первым заместителем генерального директора НПО «Криогенмаш». В 1971 и в 1977 годах Указом Президиума Верховного Совета СССР «за выдающиеся трудовые достижения» Владимир Егорович Курташин дважды награждался Орденом Трудового Красного Знамени.
С 1980 по 1986 год был руководителем ВПО криогенного машиностроения «Союзкриогенмаш», с  1986 года — начальник Главного управления ВПО криогенного машиностроения «Союзкриогенмаш» по производству. С 1986 по 2008 год, в течение двадцати двух лет, В. Е. Курташин являлся  генеральным директором Научно-производственного объединения «Криогенмаш».
В 1987 году Указом Президиума Верховного Совета РСФСР В. Е. Курташин был удостоен почётного звания Заслуженный машиностроитель РСФСР.
В 1990 году Постановлением ЦК КПСС и Совета Министров СССР В. Е. Курташин был удостоен Государственной премии СССР.
24 января 1991 года «закрытым» Указом Президиума Верховного Совета СССР «За выдающиеся достижения в создании ракетно-космической системы «Энергия-Буран»» Владимир Егорович Курташин был удостоен звания Героя Социалистического Труда с вручением Ордена Ленина и золотой медали «Серп и Молот».
30 сентября 2003 года Указом Президента России В. Е. Курташин был награждён орденом  «За заслуги перед Отечеством» 4-й степени.
Помимо основной деятельности занимался и общественно-политической работой:  депутат Балашихского городского Совета депутатов трудящихся, член Президиума Верховного Совета СССР и председатель Комиссии Совета Союза Верховного Совета СССР по вопросам развития промышленности, энергетики, техники и технологий, с 1989 по 1991 год был народным депутатом СССР, членом Президиума ЦК профсоюза рабочих тяжёлого машиностроения СССР. В 1990-е годы состоял в политическом объединении «Наш дом — Россия».
Умер 16 сентября 2008 года.

## Награды
- Медаль «Серп и Молот» (24.01.1991)
- Орден Ленина (24.01.1991)
- Орден Трудового Красного Знамени (20.04.1971, 13.05.1977)
- Орден «За заслуги перед Отечеством» 4-й степени (30.09.2003)
- Медали ВДНХ (золотая и серебряная)[3]

### Премии
- Государственная премия СССР (1990)
- Премия Правительства Российской Федерации в области науки и техники (27.02.2008)

### Звания
- Заслуженный машиностроитель РСФСР (1987)[4]
- Почётный гражданин города Балашиха (1996)[3]